# Žitence
Žitence so naselje v Občini Sveti Jurij v Slovenskih goricah.
Žitence ležijo na treh slemenih ob cesti Lenart–Cmurek. Poseljenost se vidi na slemenih, le redke hiše stojijo na pobočjih in ob vznožju gričev. Na pobočjih prevladujejo njive in sadovnjaki, na dnu dolin so travniki. Tukaj gnezdi v Sloveniji verjetno še zadnji par ogrožene ptičje vrste zlatovranka.

## Zgodovina:
Naselje Žitence je prvič pisno omenjeno 25. julija 1319 kot Syteinsdorf an der Welich.
V dolini potoka Velka na Žitencah so po popisu leta 1815 in 1840 delovali štirje mlini na vodo s po dvema kamnoma.